# Kink Aware Professionals
Kink Aware Professionals (KAP) ist die Bezeichnung für medizinische, psychotherapeutische, psychologische, juristische und andere Fachleute (englisch professionals), die sich mit dem Thema BDSM (im englischen auch als Kink bezeichnet) und den Themenstellungen von Personen mit BDSM-Sexualpräferenzen auseinandergesetzt haben und diesem Personenkreis vorurteilsfrei gegenüberstehen. Die Offenheit gegenüber alternativer Sexualität bedeutet nicht, dass die Fachleute selbst der entsprechenden Subkultur des BDSM, Sadomasochismus, Fetischismus oder anderer Formen angehören.

## Historie

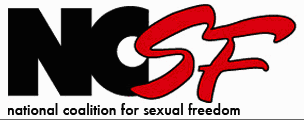
NCSF

Der Begriff wurde geprägt von einer Datenbank der KAP, die kostenlos allen Hilfesuchenden zur Verfügung steht. Diese entstand zwischen 1982 und 1986 auf Initiative des Psychotherapeuten Guy Baldwin in Los Angeles. Dieser sammelte Adressen von anderen KAP und verwies Interessenten auf Nachfrage an diese weiter. Durch sein Engagement in der Lederszene wuchs sich die private Liste zu einer die gesamten USA und Kanada umfassenden Adressenliste aus. Baldwin traf daraufhin mit Race Bannon, einem späteren Vorstandsmitglied der National Coalition for Sexual Freedom, zusammen und Bannon übernahm die inzwischen aufwendige Erfassung und Sortierung der Liste der KAP. 
Anfangs lag der Schwerpunkt auf der Unterstützung Hilfesuchender im Bereich der Psychotherapie, nach und nach kamen die Fachbereiche Medizin und Recht hinzu.
Mit der Entwicklung des Internets wurde die Liste weltweit verfügbar und umfasst heute eine weltweite Datenbank für Hilfe- und Ratsuchende aus der Subkultur. Seit Januar 2006 wird die Liste der KAP durch die National Coalition for Sexual Freedom verwaltet. Da die ursprüngliche Liste der KAP sich hauptsächlich auf die USA und Kanada bezieht, haben sich regionale Listen entwickelt.

## Deutschsprachiger Raum
Eine Regionalliste für Deutschland wurde durch den Verein BDSM Berlin zur Verfügung gestellt. Aktuell findet sich eine deutsche KAP-Liste bei sm-outing.de.
In der Schweiz wird eine KAP Liste von der Interessengemeinschaft BDSM gewartet.
2020 wurde die Initiative KAPA – Kink Aware Professionals Association in Österreich gegründet, welche im gesamten deutschsprachigen Raum aktiv ist. KAPA steht auch für Kink Aware & Poly Aware.